# Вільям Дір
Вільям Дір (англ. William Dear; нар. 30 листопада 1943, Торонто) — канадський актор, режисер, продюсер і сценарист. Він відомий режисерством фільму «Гаррі та Гендерсони», «Якби погляди вбивали», «Янголи на краю поля», «Дика Америка» та «Санта — це хто?». Дір також знімав епізоди для таких телесеріалів, як: «Суботнього вечора в прямому ефірі», «Телевізійні деталі», «Неймовірні історії», «Динозаври», «Ковінґтонський хрест» та «Послідовники та Савві».

## Сім'я
Син — Олівер Дір, актор та художник розкадрування.

## Фільмографія

### Режисер
- «Німфа» (англ. Nymph; 1973)
- «Різанина на кладовищі Нортвілль» (англ. Northville Cemetery Massacre; 1976)
- «Скріпки» (англ. PopClips; 1980)
- «Частини слона» (англ. Elephant Parts; 1981)
- «Гонщик у часі: Пригода Лайла Свона» (англ. Timerider: The Adventure of Lyle Swann; 1982)
- «Гаррі і Гендерсони» (англ. Harry and the Hendersons; 1987)
- «Якби погляди вбивали» (англ. If Looks Could Kill; 1991)
- «Подорож до центру Землі» (англ. Journey to the Center of the Earth; 1993)
- «Янголи на краю поля» (англ. Angels in the Outfield; 1994)
- «Дика Америка» (англ. Wild America; 1997)
- «Повітряна ферма» (англ. Balloon Farm; 1999)
- «Санта — це хто?» (англ. Santa Who?; 2000)
- «Вчитель року» (англ. School of Life; 2005)
- «Саймон каже» (англ. Simon Says; 2006)
- «Четвірка» (англ. The Foursome; 2006)
- «Пісочниця: Повернення додому» (англ. The Sandlot: Heading Home; 2007)
- «Вільний стиль» (англ. Free Style; 2008)
- «Ідеальна гра» (англ. The Perfect Game; 2009)
- «Містер Труп Мом» (англ. Mr. Troop Mom; 2009)
- «Політика кохання» (англ. Politics of Love; 2011)
- «Миля в його взутті» (англ. A Mile in His Shoes; 2011)

### Актор
- «Гонщик у часі» (англ. Timerider: The Adventure of Lyle Swann; 1982) — 3-й технік
- «Гаррі і Гендерсони» (англ. Harry and the Hendersons; 1987) — наглядач
- «Людина пітьми» (англ. Darkman; 1990) — водій лімузина
- «Якби погляди вбивали» (англ. If Looks Could Kill; 1991) — вибухотехнік
- «Янголи на краю поля» (англ. Angels in the Outfield; 1994) — менеджер
- «Опівнічний жеребець» (англ. Midnight Stallion; 2013) — Віп Т. Вікер
- «Бритва» (англ. Razor; 2013) — Біл